# Gyrtona proximalis
Gyrtona proximalis är en fjärilsart som beskrevs av Walker 1863. Gyrtona proximalis ingår i släktet Gyrtona och familjen nattflyn. Inga underarter finns listade i Catalogue of Life.